# Березовиченко, Надежда Анисимовна
Надежда Анисимовна Березовиченко (1905, Баку — 1986) - советский партийный и государственный деятель. Первый секретарь Евпаторийского горкома ВКП(б).

## Биография
Родилась в 1905 году в Баку в семье моряка. В 1921-1923 годах работала в райкоме комсомола, позже — в Азнефти. Член ВКП(б) с 1928 года. В 1931-1932 годах заведующая женским сектором Сталинского райкома партии Баку. В 1936 году окончила Всесоюзный коммунистический  сельскохозяйственный университет имени Я. М. Свердлова. В 1936-1941 годах начальник политотдела совхоза, заведующая отделом пропаганды и агитации райкома партии в Крыму.
За исполнением обязанностей пропустила сроки эвакуации из Крыма и с двумя детьми переправлялась через Керченский пролив под бомбёжкой.
В 1941-1944 годах в эвакуации, на руководящей партийной работе в Туркмении. В 1944-1946 годах секретарь Симферопольского горкома ВКП(б). В 1946-1949 годах в аппарате Крымского обкома ВКП(б). В 1949 году первый секретарь Евпаторийского горкома ВКП(б).
С 12 декабря 1949 – 26 ноября 1956 года заместитель председателя исполкома Крымского областного Совета депутатов трудящихся. В 1956-1959 годах секретарь Крымского облисполкома.
Депутат Крымского областного совета трудящихся 2-го созыва по округу 21 Красноперекопск (5.01.1951 – 28.02.1953).
Депутат Крымского областного совета трудящихся 3-го созыва по округу 52 Евпатория (28.02.1953  – 11.02.1955 ).
Депутат Крымского областного совета трудящихся 4-го созыва по округу 63 Симферополь (11 марта 1955 – 11 марта 1957).
Депутат Крымского областного совета трудящихся 5-го созыва по округу 63 Симферополь (11 марта 1957 – 11 марта 1959 )
Скончалась в апреле 1986 года.